# الویانو
الویانو (به ایتالیایی: Alviano) یک شهرک و شهرداری در ایتالیا است که در استان ترانی واقع شده‌است.

## خصوصیات
الویانو ۲۳٫۸۱ کیلومترمربع مساحت و ۱٬۵۴۴ نفر جمعیت دارد و ۲۵۱ متر بالاتر از سطح دریا واقع شده‌است.